# 鶴田町立梅沢小学校
鶴田町立梅沢小学校（つるたちょうりつ うめざわしょうがっこう）は、青森県北津軽郡鶴田町にあった公立小学校。

## 概要
- 鶴田町横萢にあり、旧梅沢村域が学区となっていた。2019年（平成31年・令和元年）度（閉校時点）の児童数は41名[1]。主な進学先は、鶴田中学校（1970年度～2019年度）。

## 沿革
- 1924年（大正13年）
  - 4月1日 - 横萢尋常小学校と梅田尋常高等小学校が統合し、梅沢尋常高等小学校発足。
  - 10月27日 - 新校舎が竣工し、落成式挙行。
- 1926年（大正15年）7月1日 - 梅沢村立梅沢青年訓練所併置。
- 1935年（昭和10年）4月1日 - 併設の梅沢青年訓練所が、青年学校制度実施により、公立梅沢青年学校と改称。同時に女子部新設。
- 1941年（昭和16年）4月1日 - 国民学校令により、梅沢国民学校に改称。
- 1947年（昭和22年）4月1日 - 学校教育法（旧法）施行により、梅沢村立梅沢小学校に改称。高等科は新制の梅沢中学校に改称し、高等科生を中学校に移籍。
- 1948年（昭和23年）5月5日 - 週五日制実施。
- 1951年（昭和26年）8月30日 - 校内放送設備完成。
- 1953年（昭和28年）11月28日 - 南側校舎増築工事完了。
- 1954年（昭和29年）8月 - 中央校舎及び玄関増築工事完了。
- 1955年（昭和30年）
  - 2月2日 - 母親学級開設。
  - 3月1日 - 町村合併により、鶴田町立梅沢小学校に改称。
  - 5月9日 - 校歌制定。
- 1957年（昭和32年）5月15日 - 宿直室増築、校長室移転。
- 1962年（昭和37年）
  - 3月15日 - 中泉分校閉校式挙行。
  - 3月31日 - 中泉分校閉校[2]。
  - 4月1日 - 梅田・中泉両地区の児童を分離。これは、同地区が五所川原市へ編入されたことによる。但し、該当地区の児童は、同年11月16日の梅泉小学校完成まで、当校で授業を行った。
  - 6月23日 - 屋内体操場解体工事着手。
  - 6月25日 - 南側校舎解体工事着手。
  - 6月28日 - 北側校舎解体工事着手。
  - 7月2日 - 1学年～3学年児童を、梅沢中学校屋体教室へ移転。
  - 7月16日 - 新校舎新築工事場地鎮祭。
  - 9月13日 - 新校舎上棟式。
  - 11月21日 - 校章制定。
  - 12月22日 - 全児童新校舎へ移転。同日、PTA結成。
- 1963年（昭和38年）1月31日 - 大字横萢字松倉4番4号に移転。同日、落成式挙行。
- 1965年（昭和40年）7月10日 - 水泳プール竣工式挙行。
- 1968年（昭和43年）
  - 4月 - センター方式による学校給食開始[3]。
  - 9月10日 - 創立90周年記念式典挙行。協賛会より、遊具や野球バックネットが寄贈された。
- 2003年（平成15年） - 大字横萢字松倉16番1号（現在地）に移転。
- 2019年（令和元年）10月12日 - 本校体育館にて、閉校式挙行[1]。
- 2020年（令和2年）3月31日 - 鶴田小学校に統合され、閉校[4]。

## 周辺
- 社会福祉法人梅の子会梅沢保育所 - 進級前保育所のひとつ
  - 他は人家及び田畑のみ。

## 交通
- 青森県道150号持子沢鶴田線で鶴田町中心部から約4km、車で約10分。
- 学校周辺の道路は路線バスが通っていない。